# Kings of Suburbia
Albums de Tokio Hotel
Darkside of the Sun
(2011) Dream Machine
(2017)
Singles
Kings of Suburbia (littéralement, « Rois de la banlieue ») est le cinquième album studio du groupe allemand Tokio Hotel. Il est sorti le 3 octobre 2014 en Allemagne et le 6 octobre à l'international. Contrairement aux albums précédents qui ont été publiés en allemand puis en anglais, Kings of Suburbia n'est sorti qu'en anglais,.

## Titres

### Version standard
| #   | Titre                   | Durée      |
| --- | ----------------------- | ---------- |
| 1.  | Feel It All             | 4 min 2 s  |
| 2.  | Stormy Weather          | 3 min 30 s |
| 3.  | Run, Run, Run           | 3 min 27 s |
| 4.  | Love Who Loves You Back | 3 min 50 s |
| 5.  | Covered In Gold         | 4 min 30 s |
| 6.  | Girl Got a Gun          | 2 min 48 s |
| 7.  | Kings of Suburbia       | 3 min 24 s |
| 8.  | We Found Us             | 3 min 24 s |
| 9.  | Invaded                 | 3 min 29 s |
| 10. | Never Let You Down      | 3 min 13 s |
| 11. | Louder Than Love        | 3 min 36 s |

### Version Deluxe
| #   | Titre                  | Durée      |
| --- | ---------------------- | ---------- |
| 12. | Masquerade             | 3 min 18 s |
| 13. | Dancing In The Dark    | 3 min 27 s |
| 14. | The Heart Get No Sleep | 3 min 50 s |
| 15. | Great Day              | 3 min 19 s |

## Versions
L'album est sorti en quatre versions :
- édition standard, composée de onze chansons ;
- édition Deluxe, composée de 15 chansons avec un DVD ;
- édition Super Deluxe, édition limitée composée d'un disque avec les 15 chansons, d'un DVD avec une interview du groupe, de deux disques vinyle, d'un album photo du groupe et d'une cassette comportant deux démos de Devilish (nom du groupe lorsqu'ils étaient enfants), le tout dans une boite ;
- édition vinyle : les 15 chansons de l'édition Deluxe sur deux disques vinyle.

## Style
Kings Of Suburbia, dont le style est différent des albums précédents, témoigne de l'évolution du groupe. Tokio Hotel a pris cinq ans pour sortir cet album, une longue attente voulue : en effet, le groupe a souhaité bien travailler sur cet album, pour qu'il soit à la hauteur de leurs attentes, comme ils l'ont expliqué lors de leur venue à Paris, notamment dans l'émission radio Cauet sur NRJ. Bill et Tom, chanteur et guitariste du groupe, se sont inspirés des nuits de Los Angeles pour écrire Kings Of Suburbia, les jumeaux ayant en effet habité Los Angeles pendant cette pause.
Le groupe marque aussi son changement en réalisant des clips très différents de tout ce qu'ils avaient réalisés :
- Run Run Run : Clip réalisé en noir et blanc dans un esprit intimiste : Bill chante entouré de lumières et d'ampoules pendant que Tom joue au piano. Ce fut le premier clip réalisé qui était prévu comme une mise en bouche de l'album.
- Girl Got a Gun : Clip très coloré et humoristique, s'inspirant du pop art où une femme à l'allure déjantée décide de se venger à la suite de sa rupture (avec une peluche bleu géante) accompagnée par ses amies, deux Drag queen tout aussi déjantées qu'elle. Le clip provoque des avis mitigés parmi les fans, certains craignant que le groupe ne se perde, d'autres au contraire encourageant le groupe face à ce changement.
- Love Who Loves You Back : Inspiré du film Le Parfum, ce clip montre des personnes très diverses : des personnes âgées tout comme des jeunes, mais aussi des homosexuels et des personnes qui ont les cheveux colorés, un style punk ou hippie... Ces dernières s'embrassant et se caressent. Bill Kaulitz parle de ce clip comme de sa représentation de l'amour qui n'a ni sexe, ni âge, ni de religion et qui peut venir de n'importe où et n'importe quand. Le groupe surligne par ailleurs que les figurants présents dans le clip n'étaient pas des professionnels mais des personnes qu'ils avaient abordées dans la rue, voulant donné ainsi un aspect différent des nombreux clips où les personnes présentes sont toutes des mannequins peu originaux.
- Fell It All : C'est le seul clip à être sorti après leur album : le 27 mars 2015. Cette fois-ci inspiré de film comme Kids de Larry clark, ou Requiem for a Dream de Darren Aronofsky, la vidéo aborde le sujet de la drogue et de ses effets. Bill y joue un junkie, tout d’abord amusé par ce qu'il prend, mais qui sombre très rapidement dans la dépendance allant jusqu'à se prostituer auprès d'un homme pour payer sa dose, pendant que d'autres drogués, également rongés par leur dépendance, deviennent violents ou font des overdoses. Le clip se veut réaliste et représentatif de l'enfer de la drogue.

## Tournée
La tournée nommée Feel It All World Tour a eu lieu en mars 2015 avec une première partie : The Club Experience. Les dates étaient comprises entre le 6 et le 27 mars 2015 et ont eu lieu en Europe, dans de petites salles.
La deuxième partie de la tournée : Feel It All World Tour - Part 2 : The Club Experience - North America, a eu lieu comme le nom l'indique en Amérique du Nord, en juillet et août 2015.
La troisième partie : Feel it All World Tour Part 3 : Arena Experience - Latin America, a eu lieu du 28 août au 3 septembre 2015 en Amérique latine. 
Et enfin la quatrième et dernière partie : Feel it All World Tour Part 4 : Russia - Belarus & Ukraine, a eu lieu du 10 octobre au 10 novembre 2015 en Europe de l'Est.